# Музеи Мурманской области
В Мурманской области по состоянию на 2008 год имелось 89 музеев и их филиалов, из них 44 в Мурманске.
В список включены общедоступные музеи Мурманской области. В области на 2008 год имелось 2 областных музея, 8 муниципальных, 1 ведомственный, 78 общественных (25 боевой славы, 6 историко-краеведческих, 5 литературных, 3 вузовских, 13 истории средних учебных заведений, 14 истории предприятий и организаций, 12 разных профилей).
| Название                                                                                            | Адрес                                    | Дата открытия        | Описание | Изображение |
| --------------------------------------------------------------------------------------------------- | ---------------------------------------- | -------------------- | --- | ----------- |
| Мурманский областной краеведческий музей                                                            | г. Мурманск, просп. Ленина, 90           | 17 октября 1926      | Посвящён истории и культуре Мурманской области.                                                              |             |
| Музей геологии и минералогии имени И. В. Белькова ГИ КНЦ РАН                                        | г. Апатиты, ул. Ферсмана, 16             | 1930[уточнить]       | Посвящён минералам и геологии Кольского края.                                                                |             |
| Кировский историко-краеведческий музей                                                              | г. Кировск, ул. Советская, 9             | 1 мая 1935           | Посвящён истории и культуре Кировска, истории освоения Хибин.                                                |             |
| Военно-морской музей Северного флота                                                                | г. Мурманск, ул. Торцева, 15             | 16 октября 1946      | Посвящён истории Северного флота.                                                                            |             |
| Музей ПИНРО                                                                                         | г. Мурманск, ул. Академика Книповича, 6  | 1953                 | Посвящён истории и исследованиям организации.                                                                |             |
| Музей истории кольских саамов (филиал Мурманского областного краеведческого музея)                  | с. Ловозеро, ул. Советская, 28           | 1962 год             | Посвящён истории и культуре саамов Кольского края.                                                           |             |
| Мончегорский музей цветного камня имени В. Н. Дава                                                  | г. Мончегорск, просп. Металлургов, 46    | 1 января 1970        | Показывает образцы минералов как Кольского полуострова, так и всего бывшего Советского Союза и других стран. |             |
| Музей истории народного образования Кольского края                                                  | г. Мурманск, ул. Самойловой, 2           | 1970                 | Посвящён истории Кольского края, развития школьного дела, МГГУ.                                              |             |
| Музей истории города Кандалакши                                                                     | г. Кандалакша, ул. Линейная, 35          | июнь 1971            | Посвящён истории Кандалакши, культуре и быту поморов.                                                        |             |
| Музей рыбной промышленности Северного бассейна                                                      | г. Мурманск                              | 1972                 | Посвящён становлению рыбной отрасли на Севере России.                                                        |             |
| Музей истории изучения и освоения Европейского Севера                                               | г. Апатиты, ул. Ферсмана, 40а            | 1974                 | Посвящён истории извучения и освоения Европейского Севера.                                                   |             |
| Музей военно-воздушных сил Северного флота (филиал Военно-морского музея Северного флота)           | пгт Сафоново                             | 20 августа 1976      | Показывает историю военно-воздушных сил Северного флота.                                                     |             |
| Музей истории Мурманского морского пароходства                                                      | г. Мурманск, ул. Володарского, 6         | 1977                 | Посвящён истории развития флотов организации.                                                                |             |
| Музей истории города Мончегорска                                                                    | г. Мончегорск, ул. Царевского, 2         | 1980                 | Посвящён истории города и комбината «Североникель», природе района, Лапландскому заповеднику.                |             |
| Музей трудовой славы МУП «Электротранспорт»                                                         | г. Мурманск, ул. Свердлова, 49           | 1982                 | Посвящён развитию троллейбусного движения в Мурманске.                                                       |             |
| Подводная лодка «К-21» (филиал Военно-морского музея Северного флота)                               | г. Североморск                           | 1983                 | Посвящена истории и техническому оснащению подводной лодки «К-21».                                           |             |
| Музей истории Печенгского района                                                                    | пгт Никель, ул. Печенгская, 1а           | 1985                 | Посвящён истории Печенгского района                                                                          |             |
| Музей истории Полярных Олимпиад                                                                     | г. Мурманск                              | 1 января 1986        | Посвящён истории Праздника Севера. В настоящее время закрыт.                                                 |             |
| Ковдорский районный краеведческий музей                                                             | г. Ковдор, ул. Коновалова, 3             | 1987                 | Посвящён истории и культуре Ковдорского района.                                                              |             |
| Музей истории, культуры и быта терских поморов (филиал Мурманского областного краеведческого музея) | пгт Умба, ул. Дзержинского, 78           | 1988                 | Посвящён истории, культуре и быту терских поморов.                                                           |             |
| Краеведческий музей ОАО «Северные редкие металлы»                                                   | пгт Ревда, ул. Кузина, 7/5               | 1 ноября 1989        | Посвящён истории освоения Кольского севера, минералам Кольского полуострова.                                 |             |
| Мурманский областной художественный музей                                                           | г. Мурманск, ул. Коминтерна, 13          | 19 декабря 1989 года | Посвящён русскому искусству XVIII-XXI веков.                                                                 |             |
| Музей связи морской авиации                                                                         | пгт Сафоново                             | 7 мая 1990           | Посвящён истории связи советской и российской морской авиации.                                               |             |
| Дом-музей Юрия Гагарина в Корзунове                                                                 | п. Корзуново                             | 7 сентября 1991 года | Посвящён первому космонавту Земли.                                                                           |             |
| Музей истории города и флота                                                                        | г. Североморск, ул. Сафонова, 15         | 26 октября 1996      | Посвящён истории и культуре Североморска, Северному флоту.                                                   |             |
| Музей истории органов внутренних дел Мурманской области                                             | г. Мурманск, ул. Пономарёва, 12          | 12 июня 1997         | Посвящён истории органов внутренних дел Мурманской области.                                                  |             |
| Городская историко-краеведческий экспозиция                                                         | г. Апатиты, ул. Ленина, 24а              | май 1998             | Посвящён истории и культуре Апатитов, саамам.                                                                |             |
| Городской историко-краеведческий музей                                                              | г. Полярный, ул. Моисеева, 3             | 24 июля 1999 года    | Посвящён истории и культуре Полярного.                                                                       |             |
| Музей мурманской гидрометеослужбы                                                                   | г. Мурманск                              | 23 марта 2000        | Посвящена истории гидрометеослужбы на Кольской земле.                                                        |             |
| Хибинский литературный музей Венедикта Ерофеева                                                     | г. Кировск, пр. Ленина, 15               | 24 октября 2001      | Посвящён жизни и творчеству Венедикта Ерофеева.                                                              |             |
| Морякам, погибшим в мирное время                                                                    | г. Мурманск, Верхне-Ростинское шоссе, 1а | 5 октября 2002 года  | Посвящён погибшим в море в мирное время моряках разных флотов.                                               |             |
| Библиотека — литературный музей имени Н. Н. Блинова                                                 | г. Мурманск, ул. Октябрьская, 21         | 18 февраля 2003      | Посвящена Николаю Блинову, старейшему писателю города.                                                       |             |
| Музей академика А. В. Сидоренко                                                                     | г. Апатиты, ул. Ферсмана, 18             | 2005                 | Посвящён Александру Сидоренко, российскому геологу, академику АН СССР.                                       |             |
| Музей детской рукописной книги                                                                      | г. Мурманск, ул. Капитана Буркова, 32    | 2008                 | Посвящён детской рукописной книге.                                                                           |             |
| Атомный ледокол «Ленин»                                                                             | г. Мурманск, пр-д Портовый, 25           | 5 мая 2009           | Показывает историю и техническое оснащение атомохода «Ленин».                                                |             |
| Музей локомотивного депо                                                                            | г. Мурманск, пр-д Портовый, 48           | май 2009             | Посвящён истории локомотивного депо г. Мурманска                                                             |             |
| Музейно-выставочный центр АО «Апатит»                                                               | г. Кировск, пр. Ленина, 4а               | 2013                 | Посвящён АО «Апатит», горной промышленности, минералам Хибинского массива.                                   |             |
| Музей истории Мурманского региона ОЖД                                                               | г. Мурманск, ул. Октябрьская, 13         |                      | Посвящён истории Мурманского региона Октябрьской железной дороги                                             |             |